# Ein starkes Team: Tödliche Rache
Tödliche Rache ist ein deutscher Fernsehfilm von Konrad Sabrautzky aus dem Jahr 2000. Es handelt sich um die 14. Folge der Krimiserie Ein starkes Team mit Maja Maranow und Florian Martens in den Hauptrollen.

## Handlung
Ein halbdunkler Kellerraum, SEK-Leiter Lothar Reddemann sitzt gefesselt auf einem Stuhl. Sein Gesicht zeigt Spuren von Misshandlungen. Ein Maskierter verhört ihn, es geht um vertrauliche Informationen, aber Reddemann schweigt eisern. Dann schaltet der Maskierte einen Monitor ein. Man sieht Verena Berthold, die offensichtlich durch ein Fenster ihrer Wohnung beobachtet wird. Auf ihren Kopf ist ein Fadenkreuz gerichtet, das jeder ihrer Bewegungen folgt, gesteuert durch einen Joystick, den der Unbekannte in den Händen hält. Reddemann steht unter höchster Anspannung, aber seine Fürsorge für Verena behält die Oberhand und der Peiniger erfährt alles, was er wissen wollte.
Am nächsten Morgen wird die Bedeutung dieses Verhörs klar. Reddemanns Team steht auf dem Gelände des Flughafens Tempelhof und rätselt, warum ihr Chef ausgerechnet heute nicht zum Dienst erschienen ist. Der BKA-Beamte Märtens leitet den Einsatz, ebenfalls unangenehm überrascht vom Fehlen seines Kollegen. Es geht um Personenschutz für den türkischen  Geschäftsmann Murat Caliskan, der heute einen Vertrag im Wert von mehreren Milliarden Mark mit einer Deutschen Firma unterzeichnen will. Der Abschluss hat große politische Bedeutung und der Ort der Unterzeichnung, als auch die Fahrtroute dorthin, sind streng geheim. Schon auf der Anfahrt gibt es einen ersten Zwischenfall, denn bei der Kriminalpolizei geht ein anonymer Hinweis ein, dass in einem Haus direkt an der geplanten Strecke per Kurierdienst ein Paket mit einer Panzerfaust angeliefert worden sein. Über eine alternative Strecke erreichen die Fahrzeuge aber unbeschadet das geheime Hotel.
Noch bevor die andere Vertragspartei eintrifft überschlagen sich die Ereignisse. Lothar Reddemann, der sich aus seinem Verlies befreien konnte, stürmt in den Raum, stößt Caliskan vom Fenster weg, doch zu spät. Ein Fenster zersplittert, Caliskan wird tödlich von einer Kugel getroffen, Reddemann überlebt schwer verletzt.
Märtens leitet die Ermittlungen, ohne Rücksicht auf die ihm zugeteilten Leute. Zuerst suspendiert er SEK-Ermittler Yüksel vom Dienst. Yüksels einziges Vergehen ist, dass er regelmäßig in einem Döner-Restaurant verkehrt, dessen Besitzer früher in der Türkei an regierungsfeindlichen Aktionen teilgenommen hat.
Dann setzt Märtens die verbliebenen Ermittler auf seinen Hauptverdächtigen an, auf Caliskans Bruder Hasan. Murat Caliskan hatte seinen Bruder Hasan durch Betrug um ein millionenschweres Erbe gebracht, womit er den Grundstein seines jetzt so großen Vermögens legte. Ein starkes Mordmotiv für den betrogenen Hasan.  Der hat jetzt eine kleine Firma auf dem Berliner Grossmarkt, unterstützt von seinem Prokurist Thomas Kaltenbach. Um die beiden sollen sich Verena und Otto kümmern. Georg soll alleine undercover gegen Kai Millner ermitteln, der für Hasan als eine Art Bodyguard arbeitet.
Hasan gibt bei der Befragung zwar zu, dass er beim Gedanken an seinen Bruder tiefen Hass verspürt, aber eine Verbindung zu dem Attentat weist er zurück. Von Kaltenbach erfahren Verena und Otto lediglich, das der früher mit seiner türkischen Ehefrau in der Türkei gelebt hat. Nach dem Tod seiner Frau ist er nach Deutschland zurückgekehrt und lebt jetzt mit Hasans Sekretärin Yasemin zusammen. Eine Verbindung zwischen Kaltenbach und Murat Caliskan gibt es offenbar nicht.
Georg gelingt es tatsächlich, heimlich durch den suspendierten Yüksel unterstützt, Millners Vertrauen zu gewinnen. Spätestens nach einer gemeinsamen Poker-Runde in einem illegalen Hinterhof-Club ist Millner überzeugt, hier zwei echte Kumpels gefunden zu haben. Er weiht sie sogar ein, dass er mit Hehlerei von Diebesgut aller Art nebenbei Geld verdient und dabei gute Leute zur Unterstützung sucht. Zu seiner Ware gehören auch Präzisionsgewehre, genau wie das beim Attentat benutzte. Yüksel geht zum Schein auf das „Jobangebot“ ein und fungiert als Fahrer für die Beute aus einem ausgeraubten Fotoladen. Anschließend lässt er Millner dann verhaften. Unter der Last der Beweise für seine illegalen Geschäfte packt Millner aus. Er gesteht, dass er das Paket mit der Panzerfaust abgeschickt hatte, und zwar an Kaltenbach.
Bei seiner Verhaftung gibt Kaltenbach alles zu, er ist scheinbar regelrecht erleichtert, endlich seine Geschichte erzählen zu können. Er hatte mit seiner Frau vor vielen Jahren Ferien an der türkischen Küste gemacht. Bei einer Wanderung sind die beiden versehentlich auf ein militärisches Sperrgebiet geraten. Auf Befehl des Standort-Kommandanten wurde das Feuer eröffnet und Kaltenbachs Frau starb auf der Stelle. Der Kommandant war niemand anderes als Murat Caliskan vor seinem Wechsel in die private Wirtschaft. Seither war Kaltenbachs größtes Ziel, an Caliskan Rache zu nehmen. Dann lässt er noch eine Bombe platzen: Der Mann, den er im Hotel erschossen hat, war gar nicht Caliskan, sondern ein Double. Das weiß er, weil Yasemin zufällig Caliskans Ehefrau beim Einkauf in einem luxuriösen Kaufhaus beobachtet hatte. Murat Caliskan lebte die ganze Zeit über unter Schutz des BKA in einer großen Villa in Grunewald.
Nachdem die Verdächtigen verhaftet sind, wird wenig später dann endlich die große Vertragsunterzeichnung angesetzt, diesmal mit dem echten Murat Caliskan. Eine Frau vom Hotel-Service serviert den Tee für die Anwesenden. Sie hat verblüffende Ähnlichkeit mit Yasemin, was aber niemand der Anwesenden bemerkt, wer achtet schon auf eine Serviererin. Plötzlich zieht die Frau eine Waffe aus ihrer Schürze und nur Verenas heldenhafter Einsatz rettet Murat das Leben. Der ebenfalls anwesende Märtens hat sich lediglich selbst durch eine Sprung unter den Tisch gerettet. Anschließend übernimmt er wieder demonstrativ das Kommando und wiegelt energisch heran drängende Schaulustige ab. Er registriert zu spät, dass unter der Menge auch Murats Bruder Hasan ist. Der greift sich Märtens Pistole, die der unvorsichtigerweise sichtbar trägt, und erschießt damit den verhassten Erbschleicher.
Nach dieser Fahrlässigkeit wird Märtens vom Fall abgezogen, Yüksels Suspendierung ist aufgehoben und die von Märtens beabsichtigte interne Ermittlung gegen Reddemann ist vom Tisch. Genügend Gründe für eine Nachfeier des Teams in Sputniks Kneipe.

## Drehorte (Auswahl)

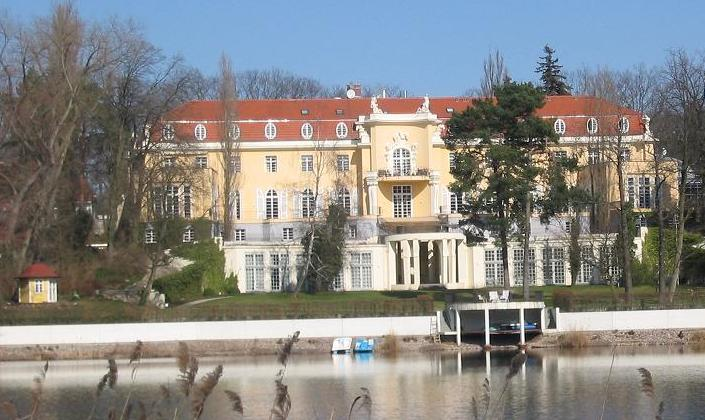
Villa Konschewski

- Die Panzerfaust wurde in die Dunckerstraße 83 geliefert
- Das geheimgehaltene Hotel war das Regent in der Charlottenstraße 49
- Als Außenansicht von Sputniks Kneipe wird die Goldene Rose in der Adalbertstraße 90 gezeigt
- Hasans Firma war auf dem Großmarkt in der Beusselstraße 44
- Das ausgeraubte Fotogeschäft war in der Graefestraße 19
- Murats Ehefrau kaufte im Quartier 206 in der Friedrichstraße ein
- Der Unterschlupf des Ehepaars Caliskan war in der Villa Konschewski im Gottfried-von-Cramm-Weg 33–37

## Hintergrund
Tödliche Rache wurde in Berlin gedreht und am 8. April 2000 um 20:15 Uhr im ZDF erstausgestrahlt.
Sputnik, dessen Rolle als Geschäftsmann in der Serie als ein Running Gag angelegt ist, hat in dieser Folge eine neue Gaststätte, bei der die Gäste anstatt der konsumierten Getränke die dort verbrachte Zeit bezahlen.

## Kritik
Die Kritiker der Fernsehzeitschrift TV Spielfilm meinen: „Bonjour Tristesse: eine packende Fallstudie“